# Daqin Railway
Daqin Railway ist ein chinesisches Unternehmen mit Firmensitz in Datong. Das Unternehmen ist im Aktienindex SSE 50 gelistet. Der Name setzt sich aus den Anfangsbuchstaben der Endbahnhöfe Datong und Qinhuangdao zusammen.

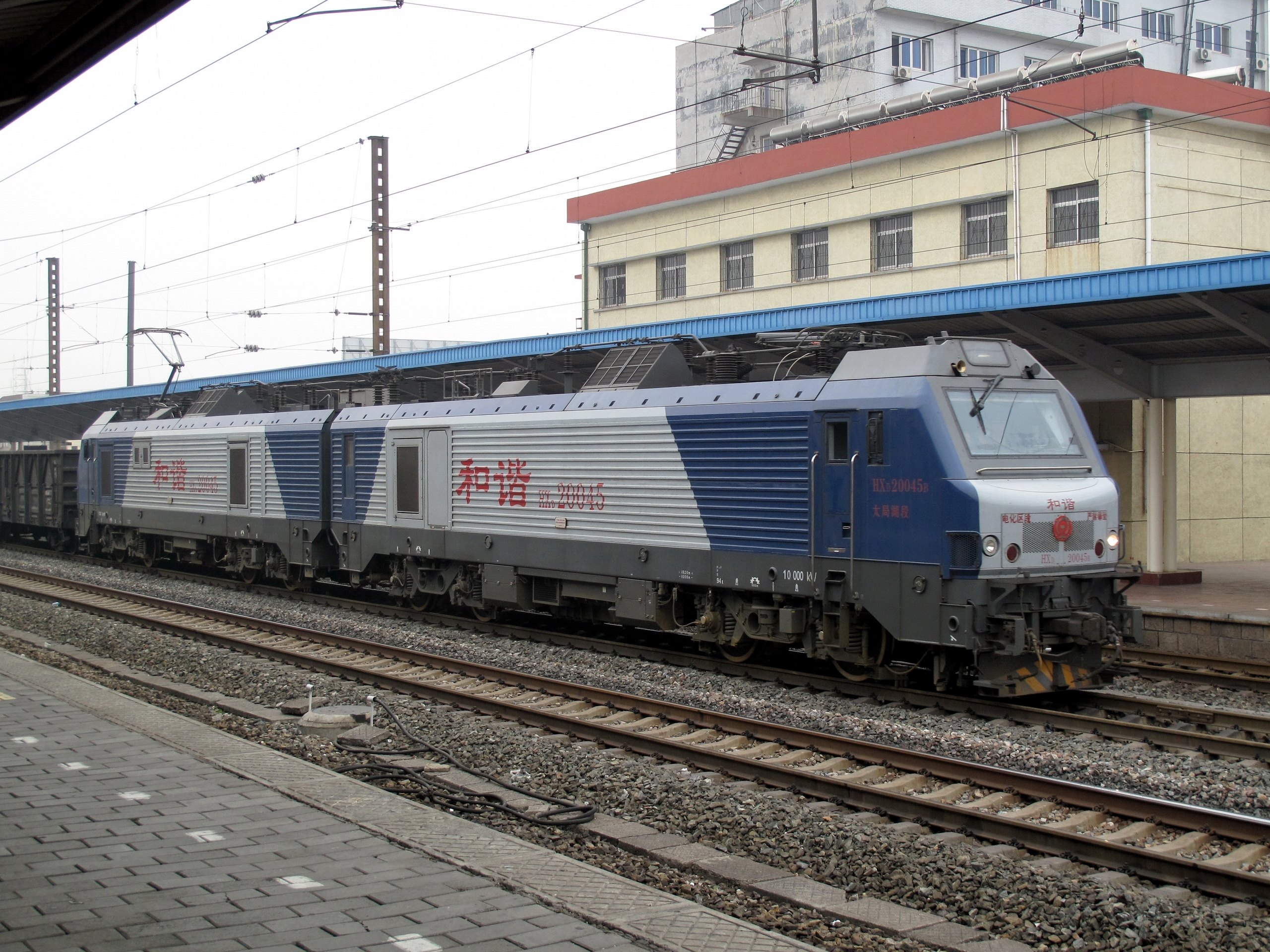
Eine Doppellokomotive der CR-Baureihe HXD2 mit einem Kohlezug in Qinhuangdao

Hauptgeschäftsfeld von Daqin Railway ist der Betrieb der Bahnstrecke Datong–Qinhuangdao, der Güterbahn mit der größten Kapazität weltweit. Sie führt von Datong (Shanxi) zum Hafen von Qinhuangdao (Hebei). Die Kohlevorkommen Chinas sind in den Provinzen Shanxi, Shaanxi und der Inneren Mongolei konzentriert, die jedoch keinen Zugang zum Pazifischen Ozean besitzen. Folglich dient die Bahnstrecke vorrangig dem Transport von Kohle.
In Datong befindet sich der zweitgrößte Güterbahnhof Chinas, dort wurden im Jahr 2012 alleine über 60 Millionen Tonnen Güter verladen.
Während des Allzeithochs der Kohlepreise in den Jahren 2013 und 2014 wurden auf der Bahnstrecke Datong–Qinhuangdao 440–450 Mio. t Kohle transportiert. Für 2016 werden nur noch 352 Mio. t erwartet.